# 9 mil
9 mil (hiszp. El Niño) – hiszpański thriller z 2014 roku w reżyserii Daniela Monzóna. Oryginalny tytuł El Niño nawiązuje do pseudonimu głównego bohatera Dzieciak, Młody, Mały. Polski tytuł 9 mil (14,5 km) jest to długość trasy przemytu narkotyków z Afryki do Europy. Bohaterem filmu jest młody chłopak, mieszkający przy granicy Hiszpanii z Gibraltarem, aby zarobić lepsze pieniądze postanawia wraz z przyjacielem zostać kurierem przemycającym narkotyki.
Okres zdjęciowy trwał od 14 kwietnia do 15 czerwca 2013 roku. Zdjęcia kręcono w Gibraltarze, Andaluzji (prowincje Kadyks i Almería) oraz w Tangerze. Premiera filmu miała miejsce 29 sierpnia 2014 w Hiszpanii. Polska premiera odbyła się 12 grudnia 2014.

## Fabuła
Dwóch młodych przyjaciół dostaje się do struktur przemytu narkotyków pomiędzy Hiszpanią a Marokiem. W tym samym czasie dwóch agentów policji z branży antynarkotykowej próbuje rozbić siatkę przemytniczą.

## Obsada
- Jesús Castro jako El Niño Mały
- Luis Tosar jako Jesús
- Sergi López jako Vicente
- Bárbara Lennie jako Eva
- Ian McShane jako Anglik
- Eduard Fernández jako Sergio
- Mariam Bachir jako Amina
- Jesús Carroza jako Kompan
- Moussa Maaskri jako Rachid
- Saed Chatiby jako Halil
- Luka Peroš jako Murat

## O filmie
„9 mil” to nie tylko opowieść o fenomenie narkotykowym, ale o człowieku, który spotyka się z tymi dwoma przeciwległymi światami i doświadcza ich na własnej skórze. By powołać go do życia, ja i mój współautor scenariusza Jorge Guerricaechevarría, zamieszkaliśmy na jakiś czas w tym miejscu. Chcieliśmy poznać je od środka, z dwóch stron.